# Oligophlebia nigralba
Oligophlebia nigralba is een vlinder uit de familie wespvlinders (Sesiidae), onderfamilie Tinthiinae.
Oligophlebia nigralba is voor het eerst wetenschappelijk beschreven door Hampson in 1893. De soort komt voor in het Oriëntaals gebied.